# Karl Heinz Rechinger
Karl Heinz Rechinger (* 16. Oktober 1906 in Wien; † 30. Dezember 1998 ebenda) war ein österreichischer Botaniker. Sein offizielles botanisches Autorenkürzel lautet „Rech.f.“.   

## Leben
Karl Heinz Rechinger, Sohn des Botanikers Karl Rechinger und der Botanikerin Lily Rechinger-Favarger (1880–1973), studierte nach dem Besuch des Schottengymnasiums an der Universität Wien Botanik und wurde als letzter Schüler von Richard Wettstein dort im Mai 1931 promoviert. Nach dem Tod Wettsteins stand Rechinger mit dessen Nachfolgern an der Universität Wien, Fritz Knoll, Lothar Geitler und Friedrich Ehrendorfer, in Kontakt. Im Alter von 31 übernahm er 1937 eine befristete Stelle als Wissenschaftlicher Assistent in der Botanischen Abteilung des Naturhistorischen Museums Wien und war dort durch das altersbedingte Ausscheiden von Karl von Keissler (1872–1965) mehr und mehr für die Leitung der Abteilung zuständig. Fünf Jahre später wurde er fest auf diese Stelle eingestellt.
Während des Zweiten Weltkrieges organisierte er die Evakuierung des Herbariums und der Bibliothek des Naturhistorischen Museums mit etwa 16 Millionen Herbarbelegen sowie 600.000 Büchern. Ein Großteil der Herbarbelege war in Lunz am See untergebracht, wo Rechinger auch das Ende des Zweiten Weltkrieges erlebte.
1953 reichte er sein Werk Phytogeographia Aegaea als Habilitationsschrift ein und wurde daraufhin Universitätsdozent an der Universität Wien. 1960 erhielt er dort den Titel eines außerordentlichen Professors. 1956 war er Gastprofessor an der Universität Bagdad und gründete dort das Herbarium der Universität.
1962 wurde er Nachfolger von Hans Strouhal (1897–1969) als Erster Direktor des Naturhistorischen Museums in Wien, erhielt den Titel Hofrat und kurz darauf mit dem Titel Wirklicher Hofrat, Dienstklasse VIII die höchste Position, die in einer Laufbahn an österreichischen Bundesmuseen erreicht werden kann. 1971 wurde er pensioniert, sein Nachfolger wurde Friedrich Bachmayer.
Rechinger starb am 30. Dezember 1998 im Alter von 93 Jahren in Wien. Er wurde am Wiener Zentralfriedhof im Grab seines Vaters bestattet.

## Forschung und Schriften
Im Laufe seines Lebens sammelte Rechinger über 80.000 Pflanzen, Schwerpunkte liegen dabei auf den Gefäßpflanzen Griechenlands und der Hochländer Südwest-Asiens. Er veröffentlichte die Ergebnisse seiner Arbeit in über 200 wissenschaftlichen Veröffentlichungen und war Herausgeber und Mitautor der Flora Iranica (179 Bände). Rechinger war Autor der Flora Aegaea (1943, Supplementum 1949), Flora von Euboea, Flora of Lowland Iraq (1964) und – zusammen mit dem Schweizer Botaniker Werner Greuter – der Flora der Insel Kythera (1967). Ferner war er Herausgeber der 1957 bis 1971 in 2. Auflage erschienenen Bände 3(1) und 3(2) des von Gustav Hegi begründeten Werkes Illustrierte Flora von Mitteleuropa.

## Auszeichnungen
1957 wurde er zum außerordentlichen Mitglied der Österreichischen Akademie der Wissenschaften gewählt. Er war ferner Mitglied der Deutschen Akademie der Naturforscher Leopoldina in Halle (1959), der Royal Society of Edinburgh (1987), der Königlich Schwedischen Akademie der Wissenschaften in Stockholm, der Königlich Dänischen Akademie der Wissenschaften in Kopenhagen sowie der Linnean Society of London. Zudem erhielt er die Ehrendoktorwürde der Universität Lund sowie 1981 das Goldene Doktordiplom der Universität Wien.
Nach Rechinger benannt ist die Moosgattung Rechingerella J.Fröhl., die Flechtengattung Rechingeria Servit und die Pilzgattung Rechingeriella Petr.

## Veröffentlichungen
Siehe das vollständige Schriftenverzeichnis bei Hans Walter Lack: Karl Heinz Rechinger - a life for botany.